# Бегма, Владимир Иванович
Владимир Иванович Бегма (3 января 1941, д. Львовка, Омская область — 7 июля 2025) — советский и российский художник, заслуженный художник Российской Федерации.

## Биография
Родился 3 января 1941 года в деревне Львовка Калачинского района Омской области.
В 1964 году Бегма окончил Ростовское художественное училище им. М. Б. Грекова, отделение живописи, в 1969 году — Московский полиграфический институт, факультет художественного оформления печатной продукции. Учился у народного художника Гончарова А. Д. и Ляхова В. Н. Член Союза художников СССР (ныне ВТОО «Союз художников России») с 1975 года.
В последнее время жил и работал в Ростове-на-Дону. Бегма более 50 лет посвятил изобразительному искусству и З5 лет отдал преподаванию в художественных учебных заведениях Ростова-на-Дону. Его учениками являются его две дочери от первого брака: Ирина Владимировна Бегма (1964 г.р) и Оксана Владимировна Бегма (1973 г. р.), а также двое детей от второго брака: Елена Владимировна Бегма и Георгий Владимирович Бегма, народный художник Российской Федерации Гавриляченко С. А., заслуженный художник Российской Федерации Полюшенко Н. В., Адамов А. В., Кошляков В. Н. и др.
Особый вклад внёс в развитие автолитографии и в анималистическое искусство. Признание получили серии его произведений: «Песнь лесу», «Под Донским небом», «Запах полыни», «Трава у дома», «Псовая охота», иллюстрации к роману М. А. Шолохова «Тихий Дон» и др. Автор учебно-методического издания «Рисование животных» (Ростов-на-Дону, 2009 г.), книга иллюстрирована произведениями автора.
Скончался 7 июля 2025 года на 85-м году жизни.

## Звания и награды
- Золотая медаль Союза художников России
- Серебряная медаль Российской академии художеств (2008)
- Дипломы Союза художников РСФСР и Союза художников России (1980, 1985, 1987, 1999, 2004, 2008 гг.)
- Благодарственное письмо Полномочного представителя Президента Российской Федерации в Южном федеральном округе (2006)
- Медаль «За доблестный труд» Правительства Москвы (2007)
- Почётная грамота Министерства культуры РФ (2000)
- Диплом Министерства просвещения РСФСР (1979)
- Памятной медалью «К 100-летию М. А. Шолохова» (2005)
- Памятной медалью «150-летие А. П. Чехова» (2010)
- Национальная премия общественного признания «Семья России» (2006)
- Заслуженный художник Российской Федерации (2010).

## Музеи
Архангельский областной музей изобразительного искусства, Астраханская картинная галерея им. Кустодиева, филиал Белгородского х/м (Валуйская картинная галерея), Волгоградский музей изобразительных искусств имени И.И. Машкова, Воронежский областной музей изобразительных искусств им. Крамского, Ивановский областной художественный музей, Новохоперский краеведческий музей, Липецкая областная картинная галерея, Камчатский областной художественный музей, Адыгейский выставочный зал, Москва — Собрание «СХР», Орловский музей изобразительных искусств, Картинная галерея Нового Уренгоя, Рубцовская картинная галерея — Алтайского края, Ростовский музей ИЗО, Художественная галерея им. А. В. Попова, Ростовский областной музей краеведения; а также Музей-заповедник М. А. Шолохова (ст. Вешенская), Дом-музей А. П. Чехова (Таганрог), Таганрогский художественный музей; Сальская картинная галерея им. В. К. Нечитайло, Азовский краеведческий музей, Туапсинский художественный музей им. Киселева, Музей обороны Туапсе, музей города Тикси (Республика Саха Якутия), Южно-Сахалинский художественный музей. В частных собраниях Австралии, Южной Кореи, Канады, Италии, в том числе — в Музее современного искусства Петера Людвига в Кёльне.

## Краткая библиография
1. Ю. Л. Рудницкая. «Художники Дона». Ленинград. «Художник РСФСР». 1987 г. Стр. 200.
2. Х Всероссийская художественная выставка «Россия». 2004 г. Каталог выставки.
3. 65 лет Ростовской организации Союза художников России. Ростов-на-Дону. 2004 г. Альбом.
4. Персональная выставка живописи и графики «Под Донским небом», посвященная 100-летию М. А. Шолохова. 2004—2005 г. Буклет выставки.
5. «Культура Дона третьего тысячелетия». Том I. Ростов-на-Дону. 2006 г. Стр. 85, 86, 254. Энциклопедия.
6. Всероссийская художественная выставка, посвященная 100-летию М. А. Шолохова. Живопись, графика, прикладное искусство. Ростов-на-Дону. 2006 г. Альбом.
7. В. И. Донец. «Великая охота в России, традиции и современность». Москва. 2006 г. Стр. 98, 103, 126, 138. Альбом.
8. «Посвящается 70-летию Ростовской области». Выставка произведений художников Дона. Живопись, графика, декоративно-прикладное искусство, скульптура, плакат. Ростов-на-Дону, Москва. 2007 г. Каталог выставки.
9. Юбилейная выставка, посвященная 65-летию Ростовской организации ВТОО «Союз художников России». Москва. 2006 г. Каталог выставки.
10. «Донское слово». Литературно-художественный журнал. № 2(5) 2007 г. Иллюстрации к роману М. А. Шолохова «Тихий Дон». Стр. 1, 2, 3, обложки. Владимир Бегма «Мой Шолохов». Статья. Стр 3.
11. Елена Слепцова. «По перу и красному зверю». Газета «Наше время». 15 февраля 2006 г.
12. Владимир Бегма. «Под Донским небом». Газета «Культура Дона». Май 2004, № 5. Стр.7.
13. «120 лет Академической даче им. И. Е. Репина». Ростов-на-Дону. 2005 г. Каталог выставки.
14. Владимир Бегма. «Псовая охота. Графика, живопись». Февраль 2006 г. Буклет выставки.
15. Ирина Гуржиева. «Всероссийское признание». Газета «Культура Дона». Май 2005 г. № 5(29). Стр. 1.
16. Газета «Культура Дона». «Такой увидел Аксинью ростовский художник Владимир Бегма».
17. Сергей Ничипорюк. «Мчатся кони на холсте». Газета «Вестник морского собрания». Январь 2007 г. № 1(55). Стр. 4.
18. Елена Семибратова. «Художники поздравляют Гниловскую с юбилеем». Газета «Молот». 17 ноября 2007 г. Стр. 13.
19. Екатерина Погонцева. «Он увековечил консервный завод». Газета «Труд». № 4. Апрель 2012 г.
20. Марина Каминская. «Что ни Бегма, то — художник». Газета «Наше время». 31 мая 2006 г.
21. «С полотен скачут дончаки». Газета «Военный вестник юга России». 15-21 января. 2007 г. № 3(23813). Стр. 15.
22. Илья Ступак. «Не боли болячка — я казачка». Газета «Приазовский край». № СП от 24 мая 2005 г. Стр. 12.
23. «Пером и кистью». К 100-летию М. А. Шолохова образы романа «Тихий Дон» в иллюстрациях Владимира Бегмы. Газета «Приазовский край». № СП от 24 мая 2005 г. Стр. 13.
24. Межрегиональная художественная выставка «Между Доном и Волгой». 2005 г. Каталог.
25. «Современное искусство — жителям Дона». О времени, о мире, о родной земле. 2006 г. Каталог выставки.
26. Ирина Гуржиева. «Художник Владимир Бегма». Журнал «НI HOME». Декабрь-январь 2006/07 г. Стр. 6, 24, 25, 26.
27. Ирина Гуржиева. «Праздник творчества». Журнал «НI HOME». Март 2008 г. Стр. 82, 83.
28. Ирина Гуржиева. «Жизнь в графике». Журнал «НI HOME». Июнь 2008 г. Стр. 78-80.
29. Всероссийская художественная выставка «Победа». 65 лет Сталинградской битвы. 2008 г. Каталог выставки.
30. Всероссийская художественная выставка «Отечество». Москва. 2008 г. Каталог выставки.
31. Художественная выставка «Графика Дона — 2008». Ростов-на-Дону. Каталог выставки.
32. Ирина Гуржиева. «Творчество Владимира Ивановича Бегмы». Журнал «Коллекционер». N4. 2011 г.
33. Полина Матвиец. «Сказки русского леса». Журнал «Юный художник». Январь. 2012 г.